# Irszańsk
Irszańsk (ukr. Іршанськ, Irszanśk) – osiedle typu miejskiego na Ukrainie w rejonie horoszowskim obwodu żytomierskiego, w pobliżu rzeki Irsza.